# Porcie (Garnier)
Pour les articles homonymes, voir Porcie (homonymie).
Porcie est une pièce de théâtre de Robert Garnier publiée en 1568. C'est une tragédie en cinq actes de 2008 vers. Elle a pour sujet la mort de Porcie, épouse de Brutus.

## Résumé
~ 42 av. J.-C.
- Acte I : la furie Mégère vient annoncer que Rome sera punie de son orgueil par le déchaînement des guerres civiles.
- Acte II : désespérée de la situation, Porcie, la fille de Caton (Marcus Porcius Cato Uticencis) l’épouse de Brutus (Marcus Junius Brutus), désire mourir. La Nourrice espère que Brutus va l’emporter, et, avec lui, la liberté.
- Acte III : le philosophe Arée déplore les caprices de la Fortune. Alors qu’Octave est partisan d’une répression féroce contre les partisans de Brutus, Marc Antoine, puis Lépide, recommandent la clémence. Les triumvirs se partagent le monde.
- Acte IV : un messager raconte la bataille de Philippes. Cassie (Cassius) s’est suicidé, ainsi que Brutus. Antoine a accepté de rendre son corps. Porcie désire mourir et s’en prend aux dieux.
- Acte V : la Nourrice raconte la mort de sa maîtresse au chœur des Romaines : elle a avalé des charbons ardents. Après ce récit, elle se poignarde.

## Contexte
Porcie est la première pièce du jeune Robert Garnier. Elle sera suivie de Cornélie et de Marc Antoine, deux autres « pièces romaines ».
En traitant des guerres civiles de Rome, Garnier parle à ses contemporains des guerres de religion, comme l'indique le titre complet : Porcie, Tragedie françoise, représentant la cruelle et sanglante saison des guerres civiles de Rome : propre et convenable pour y voir depeincte la calamité de ce temps.

## Style
L’influence de Lucain y est grande : le style de Garnier est un style véhément et le sujet est celui des guerres civiles.

## Dramaturgie
Pour ce qui concerne le modèle dramaturgique, il est « sénéquien ».

## Le début
MEGERE
Des enfers ténébreux les gouffres homicides
N'ont encore soulé leurs cruautés avides:
Encore mi-déserts les champs Ténariens
Demandent à Pluton de nouveaux citoyens.